# Вршец
Вршец (буг. Вършец) је град у западном делу Бугарске. Налази се у монтанској области и административни је центар општине Вршеца. Има 6.561 становника. Место је одмаралиште, познато по топлом минералном водом и благим планинске климе.
Варшец је позната бања у Бугарској.

## Географија
Вршец се налази у подножју планине Тодорини кукли, на северним обронцима Старе планине, усред велике долине Ботуња. Удаљен је 85 km од Софије и 30 km од обласног центра Монтана. 

## Побратимљени градови
- Сокобања, Србија
- Никозија, Кипар
- Лимасол, Кипар